# U.S.S. Glacier, Baie
U.S.S. Glacier, Baie är en vik i Antarktis. Den ligger i Östantarktis. Norge gör anspråk på området.